# اتاق پژواک ایدئولوژیک گوگل
اتاق پژواک ایدئولوژیک گوگل (به انگلیسی: Google's Ideological Echo Chamber) که به یادداشت گوگل مشهور است، یک یادداشت داخلی مورخ ژوئیه ۲۰۱۷ نوشته جیمز دمور مهندس گوگل در آمریکا است در رابطه با سیاست‌های فرهنگی و تنوع گوگل. این یادداشت و اخراج دمور از گوگل در پی آن در اوت ۲۰۱۷ سوژه پوشش رسانه‌ای شد. این شرکت دمور را به خاطر نقض آیین‌نامه رفتاری اش اخراج کرد. دمور شکایتی به هیئت ملی روابط کار تسلیم کرد ولی بعداً شکایت خود را پس گرفت. یکی از وکلای این هیئت اخراج او را بی نقص دانست. دمور پس از پس گرفتن این شکایت با استخدام هارمیت دیلون وکیل شکایتی سنخی به دادگاه تقدیم کرد و گوگل را متهم به تبعیض علیه محافظه‌کاران، سفیدپوستان، مردان و آسیاییان کرد. دمور برای پیگیری میانجیگری با گوگل ادعاهایش در شکایت را پس گرفت.

## سیر وقایع
شرکت در یک برنامه تنوع گوگل که پس از آن تقاضا شد شرکت کنندگان بازخورد خود را بفرستند، جیمز دمور را بر آن داشت تا یادداشت را بنویسد. یادداشت در یک پرواز به چین نوشته شد. یادداشت با «اتاق پژواک ایدئولوژیک» خواندن فرهنگ گوگل اظهار می‌دارد که با این که تبعیض وجود دارد، این که همهٔ نابرابری‌ها به ستم نسبت داده شود افراط است و تلاش برای اصلاح نابرابری‌ها از طریق تبعیض معکوس اقتدارگرایانه است. در عوض، استدلال می‌کرد که نابرابریهای مونث/مذکر را می‌توان بخشی با تفاوت‌های بیولوژیک توضیح داد. دمور گفت این تفاوت‌ها شامل علاقه عموماً قوی‌تر زنان به افراد به جای چیزها، و گرایش بیشتر آنان به اجتماعی و هنری بودن و روان‌رنجوری (خصایص مرتبه بالاتر) است. یادداشت دمور همچنین راه‌هایی را برای تطبیق با محل کار فناوری با این تفاوت‌ها به منظور افزایش حضور و راحتی زنان بدون توسل به تبعیض پیشنهاد می‌کرد.